# Thaumanura carolii
Thaumanura carolii is een springstaartensoort uit de familie van de Neanuridae. De wetenschappelijke naam van de soort is voor het eerst geldig gepubliceerd in 1920 door Stach.